# Тё (налог)
Тё (яп. 調 Тё:, «товарный», «поголовный») — один из основных налогов в древней Японии VII—X веков времён системы рицурё.
В VII веке единицей налогообложения выступали определённая семья (двор) и её земельные наделы, а с VIII века объектом налогообложения стали только мужчины такой семьи.
Уплачивался в виде особых товаров региона, откуда происходили те, кто подлежал налогообложению. Традиционно в качестве налога подносили шёлковые или хлопковые нити, железо, мотыги, разнообразные морепродукты.
Налогоплательщики были обязаны собственноручно принести налог представителям столичной администрации.